# レイン (トリケラトプス)

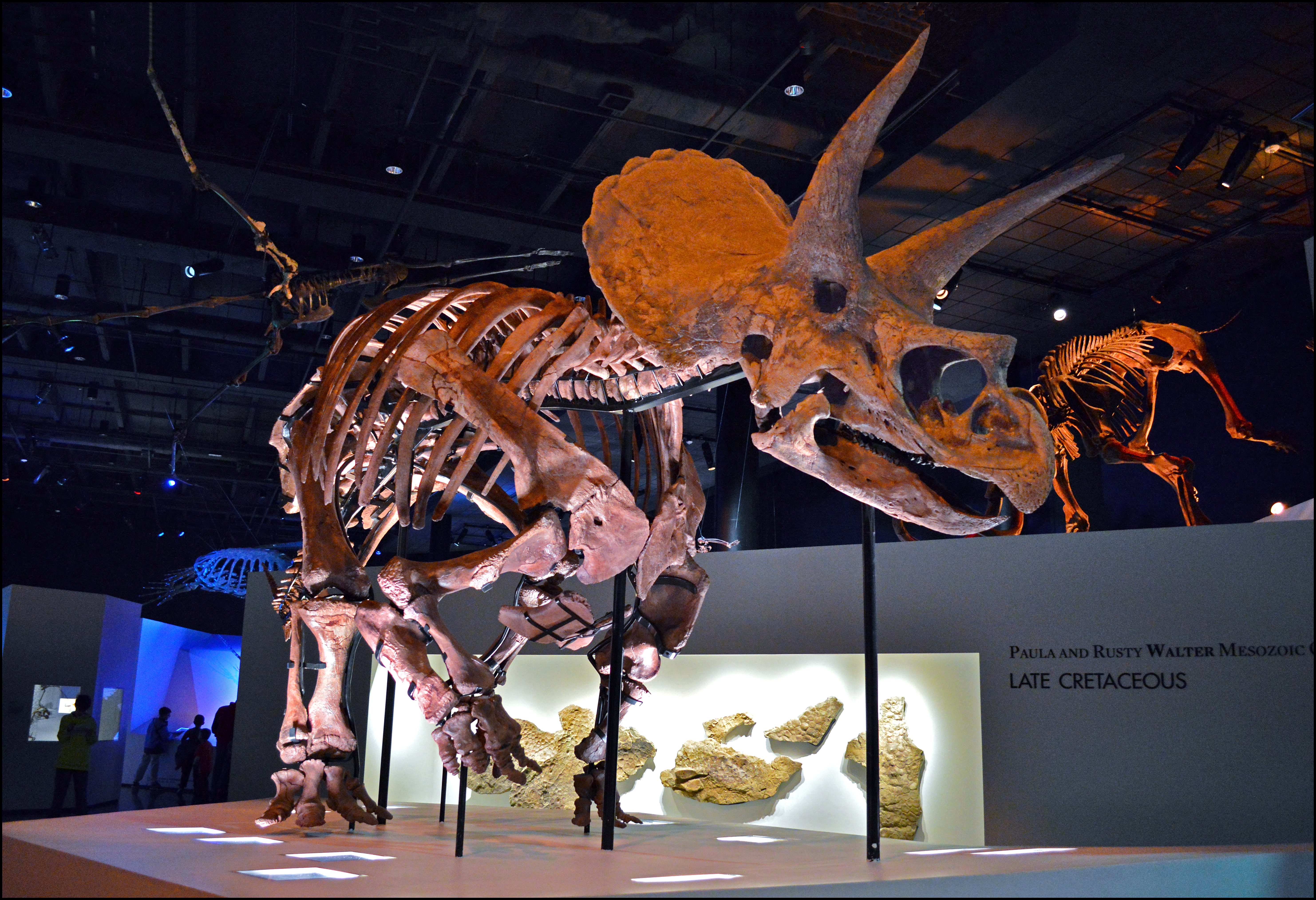
ヒューストン自然科学博物館のレイン

レイン（Lane）は、2002年にブラックヒルズ地質学研究所が発掘したトリケラトプスの化石標本。トリケラトプスの骨格標本の中では最も完全に骨が保存されているものの一つで、全身の各所から皮膚が確認されているミイラ化石である。2021年夏に横浜で日本初公開された。

## 発見
1908年に化石ハンターのチャールズ・ヘイゼリアス・スタンバーグがエドモントサウルスの標本マミー（標本番号AMNH-5060）を発見していたが、その発掘サイトの付近で2002年にトリケラトプスの化石が発見された。発見地は北アメリカ大陸西部、地層は上部白亜系のランス累層であった。標本は大きなブロックとして取り出され運送された。

## 特徴

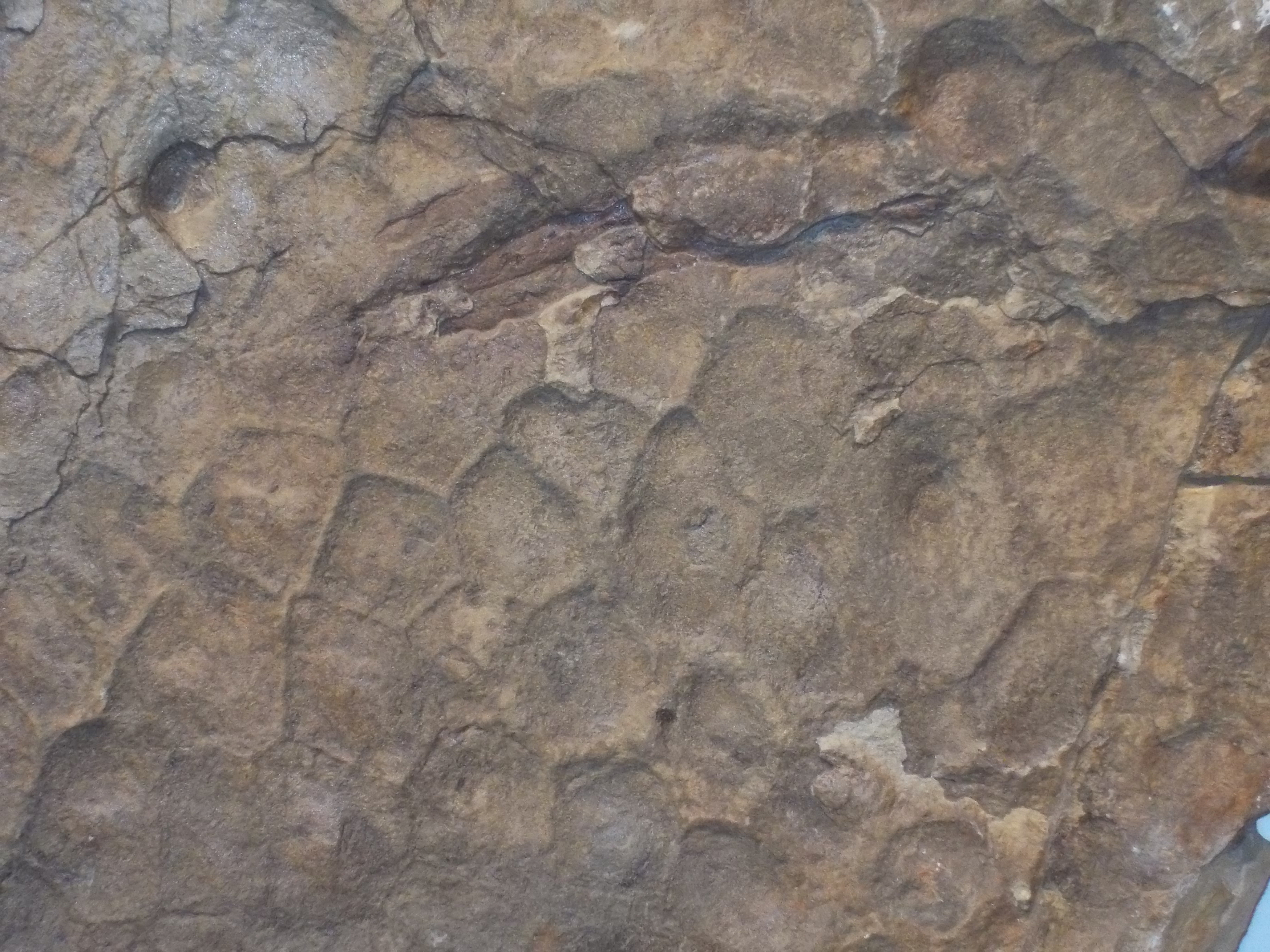
皮膚

レインの特徴はその保存度の高さにあり、2002年時点で発見されているトリケラトプスの中では最高とされている。俗に言うミイラ化石でもある。レインは発掘前に皮膚化石の存在を指摘されており、発掘後のクリーニングでは体の各部位から6種類の外皮が発見された。最大の外皮片は面積が3平方フィート、すなわち約0.28平方メートルを超えるものもあった。皮膚の一部において鱗は五角形をなし、その他の部位では現生のワニに似た様相を呈している。
骨もほぼ全身が揃っており、全長約7メートル、高さ約3メートル。長い角やフリルを持ちながら、化石化の過程を経た変形や欠損もほぼ見られない。

## タフォノミー
レインは河川で死亡し、その後複数回の洪水を経験して砂に埋没したと考えられている。砂は泥や土と比べて圧密作用が小さい堆積物であるため、皮膚は完全には失われず、また骨も変形を免れて保存された。

## 展示

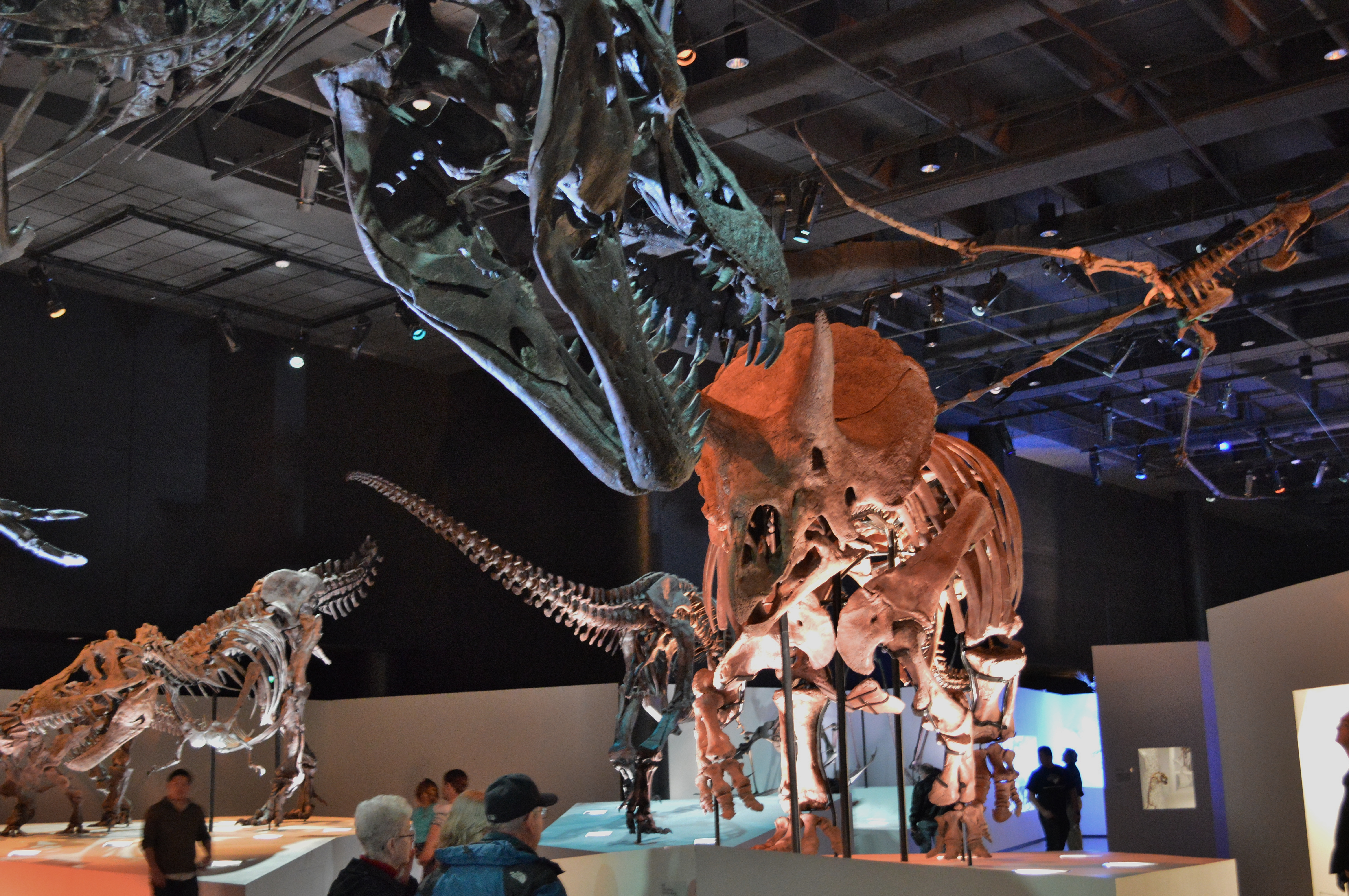
ヒューストン自然科学博物館にて、ティラノサウルスのスタンと向かい合うレイン

レインの実骨標本は テキサス州ヒューストンに位置するヒューストン自然科学博物館の2012年6月のリニューアルに際して所蔵された。全身骨格だけでなく、皮膚の鋳型も来館者が触って恐竜の肌を感じられるように展示された。また2013年4月には、サウスダコタ州ペニントン郡のブラックヒルズ地質学研究所でも皮膚のレプリカが展示された。時を同じくして、同様にトリケラトプス標本であるケルシーのレプリカも展示された。
ヒューストン自然科学博物館に所蔵されて以降レインが外部の博物館に貸し出されたことはなく、門外不出の扱いとなっていた。しかし2018年頃から日本のサイエンスコミュニケーターである恐竜くんがレインを目玉展示にした特別展を企画し、2021年4月に開催が報じられた。レインは同年7月から9月にかけて横浜国際平和会議場で開催される企画展「Sony presents DinoScience 恐竜科学博 ～ララミディア大陸の恐竜物語～」にて日本初上陸予定。